# 吴志渊
吴志渊（1910年—2012年），男，陕西安定人，中华人民共和国政治人物。

## 生平
1931年，在北平宏达学院、辅仁大学学习，从事学生运动。后奔陕北，担任陕北省苏维埃政府秘书长、西北抗日救国会主任。1938年，任镇原县委书记。1943年，任定边县县长，后升至咸阳分区行政督察专员、陕甘宁边区政府民政厅副厅长。中华人民共和国成立后，担任西北军政委员会民政部副部长，西安市副市长。此后调任西南，任中共云南省委常委兼边疆工委书记，云南省政协副主席。文革期间受到迫害。1977年，起用任云南省政协第一副主席，后改湖南省人大常委会副主任。